# Боровик Олександр Григорович
Боровик Олександр Григорович (20 листопада 1938 (с. Свердловка, Коропський район, Чернігівська область — 6 жовтня 2018) — український діяч аграрної галузі та політик.

## Життєпис
Українець; батько — Григорій Олексійович (1907–1943), колгоспник, загинув на фронті Другої світової війни; мати — Марія Лазарівна (1913–1963), колгоспниця; дружина — Олександра Григорівна (1940), пенсіонерка; син Володимир (1961), економіст, заступник голови КСП «Авангард».
Освіта — Українська сільськогосподарська академія (1968–1973), вчений агроном.

## Виробнича діяльність
- Липень 1954 — січень 1955 — колгоспник, колгосп «Авангард», с. Свердловка (Коропський район, Чернігівська область)
- Січень 1955 — січень 1956 — учень, школа механізації с/г (с. Дегтярі, Варвинський район, Чернігівська область)
- Січень 1956 — жовтень 1957 — тракторист, Авдіївська машинно-тракторна станція (Сосницький район, Чернігівська область)
- Жовтень 1957 — грудень 1959 — служба в армії, м. Воркута (Комі АРСР).
- Грудень 1959 — березень 1965 — комбайнер, бригадир тракторної бригади, колгосп «Авангард».
- Березень 1965 — лютий 1967 — механік, колгосп «Авангард».
- З лютого1967 — голова колгоспу «Авангард» (КСП «Авангард», Агрофірма «Авангард-А»).
- Згодом — генеральний директор виробничо-наукового селекційного центру з м'ясного та молочного скотарства «Авангард».

## Громадсько-політична діяльність
- До 1991 р. — член КПРС.
- З 1990 — голова Ради колгоспів Української РСР (з 16 грудня 1992 року — Всеукраїнська рада колективних сільськогосподарських підприємств; з лютого 2001 -Всеукраїнський союз сільськогосподарських підприємств).
- 30 жовтня 2009 р. Всеукраїнський союз сільськогосподарських підприємств реорганізований в Аграрний союз України, який очолив Юрій Карасик.
- 1992 — грудень 1996 — член Селянської партії України (СелПУ), член Вищої ради, член президії СелПУ.
- З вересня 1995 р. був заступником голови Комісії з розробки Нац. програми розвитку с.-г. виробництва на 1996–2005 рр.
- Березень 1995 — лютий 1999 — член Комісії з питань аграрної та земельної реформи при Президенті України
- Листопад 1996 — очолив ініціативну групу зі створення Аграрної партії України.
- Грудень 1996 — травень 1999 — заступник голови Аграрної партії України.
- З грудня 1996 — член політвиконкому Аграрної партії України.
- Травень 1998 — січень 2000 — позаштатний радник Президента України[2][3].
- Лютий 1999 — листопад 2001 — член Комісії з питань аграрної політики при Президенті України .
- Квітень 1994 — квітень 1998 — народний депутат України 2-го скликання (Менський виб. окр. № 447, Чернігівської обл., висунутий трудовим колективом; член Комітету з питань фінансів і банк. діяльності; член депутат. фракції АПУ). На час виборів — голова колективного с.-г. підприємства «Авангард» Коропського району; член СелПУ.
- Березень 1998 — кандидат у народні депутати України від АПУ, № 16 в списку. На час виборів: нар. деп. України, член АПУ.
- Квітень 2002 — кандидат у народні депутати України від блоку «За єдину Україну!», № 45 в списку. На час виборів: директор агрофірми «Авангард-А» (с. Свердловка Коропського району, Чернігівська область), член АПУ[4].
- Березень 2006 — кандидат у народні депутати від Блоку Литвина, № 69 в списку. На час виборів: генеральний директор виробничо-наукового селекційного центру з м'ясного та молочного скотарства «Авангард», член Народної партії[5].

## Нагороди, відзнаки, почесні звання
- Нагороджений Орденами Леніна (1971, 1981); орденом князя Ярослава Мудрого V ст.[6]
- Герой Соціалістичної Праці. 6 березня 1981.
- Герой України (з врученням ордена Держави, 13 листопада 2002)[7].
- Заслужений працівник сільського господарства України.
- Почесний член Української академії аграрних наук (Відділення регіональних центрів наукового забезпечення агропром. виробництва, березень 2001).